# Aidia
Aidia é um género botânico pertencente à família Rubiaceae.

## Espécies
- Aidia acuminatissima
- Aidia acutipetala
- Aidia auriculata
- Aidia bakeri
- Aidia beccariana